# HD 52265 b
HD 52265 b (Cayahuanca) – planeta pozasłoneczna typu gazowy olbrzym, o masie podobnej do masy Jowisza. Okrąża gwiazdę HD 52265 (Citalá) po ekscentrycznej orbicie.

## Nazwa
Planeta ma nazwę własną Cayahuanca, co oznacza „skała patrząca na gwiazdy” w języku nahuatl. Nazwa została wyłoniona w konkursie zorganizowanym w 2019 roku przez Międzynarodową Unię Astronomiczną w ramach stulecia istnienia organizacji. Uczestnicy z Salwadoru mogli wybrać nazwę dla tej planety. Spośród nadesłanych propozycji zwyciężyła nazwa Cayahuanca dla planety i Citalá dla gwiazdy.